# Partie polityczne Bahamów
W czasach, gdy Bahamy były brytyjską kolonią, ugrupowaniem o największym wpływie na ich życie polityczne była zdominowana przez białych Zjednoczona Partia Bahamska (UBP), z której liderów najważniejszym był Sir Roland Symonette. Począwszy od połowy lat 60. przewagę zdobyły partie szukające swego elektoratu wśród osób pochodzenia afrykańskiego, stanowiących większość mieszkańców Bahamów. Z czasem ukształtował się system dwupartyjny, którego filarami są:
- Wolny Ruch Narodowy (FNM)
- Postępowa Partia Liberalna (PLP)

Tylko te dwa ugrupowania uzyskują od lat miejsca w parlamencie i wymieniają się władzą. Najważniejszym stronnictwem o charakterze opozycji pozaparlamentarnej jest Bahamski Ruch Demokratyczny (BDM). W kraju działają także Bahamska Partia Narodowa (BNP) i Bahamska Partia Demokratyczna (BDP).